# Goleszów (Mielec)
Goleszów (deutsch Goleschau) ist eine Ortschaft mit einem Schulzenamt der Landgemeinde Mielec im Powiat Mielecki der Woiwodschaft Karpatenvorland in Polen.

## Geographie
Der Ort liegt im Sandomirer Becken, 1 km westlich des Flusses Wisłoka und 5,5 km südlich der Stadt Mielec. Die Nachbarorte sind Książnice und Boża Wola im Norden sowie Zaborcze und Kiełków im Süden.

## Geschichte

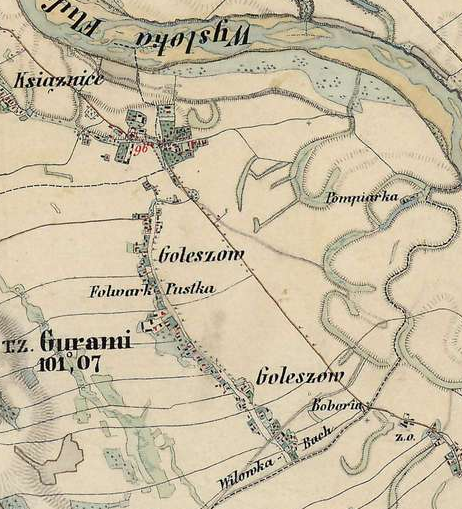
Goleszów auf der Franziszeischen Landesaufnahme um die Mitte des 19. Jahrhunderts

Der Ort wurde im Jahr 1419 als Goleschyn erstmals urkundlich erwähnt. Der besitzanzeigende Name (zunächst mit dem eher femininen Suffix -in, später -ów) ist vom Personennamen Golesz bzw. Golesza abgeleitet.
Bei der Ersten Teilung Polens kam das Dorf 1772 zum neuen Königreich Galizien und Lodomerien des habsburgischen Kaiserreichs (ab 1804).
In der Mitte des 19. Jahrhunderts gehörte das Gutsgebiet von Goleszów zu Michał Wiesiołowski, wo im Jahr 1853 eine deutsche Kolonie gegründet wurde. 1875 gab es in Goleszów 70 Protestanten, die der Gemeinde Hohenbach in der Evangelischen Superintendentur A. B. Galizien angehörten.
Im Jahre 1900 hatte die Gemeinde Goleszów 122 Häuser mit 665 Einwohnern, davon 662 polnischsprachig, 3 deutschsprachig, 620 römisch-katholisch, 42 Juden, 3 anderen Glaubens. Das Gutsgebiet Goleszów hatte 25 Häuser mit 171 Einwohnern, davon 90 polnischsprachig, 81 deutschsprachig, 73 römisch-katholisch, 17 Juden, 81 anderen Glaubens.
1918, nach dem Ende des Ersten Weltkriegs und dem Zusammenbruch der k.u.k. Monarchie, kam Goleszów zu Polen. Unterbrochen wurde dies nur durch die Besetzung Polens durch die Wehrmacht im Zweiten Weltkrieg.
Im Jahre 1921 hatte die Gemeinde 141 Häuser mit 763 Einwohnern, davon 756 Polen, 7 Deutschen, 677 römisch-katholische, 56 evangelische, 30 israelitische.
In der Zwischenkriegszeit gab es eine Filialgemeinde in der Evangelischen Kirche Augsburgischen und Helvetischen Bekenntnisses in Kleinpolen, die im Jahr 1937 59 Mitglieder hatte.
Vor dem Weltkrieg strebte Herbert Czaja, der Professor am Gymnasium in Mielec, das Deutschtum in der Umgebung mit beschränkten Erfolg wiederzubeleben. Die Besatzer verstärkten die Bemühungen nach dem Umbruch des Weltkriegs. Die Brüder Oskar und Edward Jek aus Goleszów traten in die Gestapo ein. Die Nachgeborenen der Kolonisten, die mit den Besatzern zusammenarbeiteten, mussten 1944 nach Westen flüchten.
Von 1975 bis 1998 gehörte Goleszów zur Woiwodschaft Rzeszów.